# 山崎車站 (北海道)
山崎車站（日语：／ Yamasaki eki */?）是一由北海道旅客鐵道（JR北海道）所經營的鐵路車站，位於日本北海道二海郡八雲町，是JR北海道函館本線沿線的一個無人車站。山崎車站屬於JR北海道函館支社的管理範圍，曾是函館本線快速列車「鳶尾花」（アイリス）的停車站之一，但相關列車已於2016年3月26日被廢除。
車站的名稱源自當地最早來此定居的居民，望見本地沿國道的山麓地勢恰於形成了一個海角，因而定名為「山崎」。值得留意的站名的唸法與本身所在的大字不同。車站站名並沒有依隨日文慣常「第二個名詞濁音化」的規舉，即仍然讀成（Yamasaki）而非（Yamazaki），但大字名則採用濁字。亦是JR北海道內相對少數並不依從阿伊努語意思來定名的車站。

## 車站構造
此站備有上下本線與副本線，是對向式、島式混合月台2面3線的地面車站。兩個月台間設有站內平交道聯絡。

## 相鄰車站
北海道旅客鐵道（JR北海道）
■函館本線
■特急「北斗」
通過
■普通
八雲（H54）－（鷲之巢信號場）－山崎（H52）－黑岩（H51）
註：鷲之巢於2016年3月26日被廢站，降格為不提供客運的信號場。

## 外部連結
- JR北海道 山崎站 （页面存档备份，存于）（日語）